# Prosperous
Prosperous (iriska: An Chorrchoill) är en ort i republiken Irland.   Den ligger i grevskapet Kildare och provinsen Leinster, i den östra delen av landet, 30 km väster om huvudstaden Dublin. Prosperous ligger 90 meter över havet och antalet invånare är 2 248.
Terrängen runt Prosperous är mycket platt.Runt Prosperous är det ganska tätbefolkat, med 65 invånare per kvadratkilometer. Närmaste större samhälle är Naas, 10,1 km sydost om Prosperous. Trakten runt Prosperous består i huvudsak av gräsmarker.